# Vamara Sanogo
Vamara Sanogo (Saint-Denis, 22 de abril de 1995) es un futbolista francés que juega de delantero en el A. C. Legnano de la Eccellenza Lombardia.

## Carrera
Después de jugar para Metz B, Sanogo firmó para el club inglés Fleetwood Town en mayo de 2015. Se trasladó al Nuneaton Town en marzo de 2016, antes de firmar por el club polaco Zagłębie Sosnowiec en agosto del mismo año. El 21 de enero de 2017 firmó un contrato de cuatro años y medio con el Legia de Varsovia de la Ekstraklasa de Polonia. La escasez de minutos le retornan a Sosnowiec para jugar en condición de cedido hasta junio de 2019, teniendo su mejor registro con un total de 13 tantos en 44 partidos. El 18 de diciembre de 2020 se haría oficial su salida del club junto a su compatriota William Rémy tras haber rescindido su contrato con la entidad varsoviana. Durante el mercado de invierno del mismo año se haría oficial su traspaso al Dinamo Batumi de la Erovnuli Liga de Georgia. En 2021 regresa a Polonia, para jugar en el Górnik Zabrze y nuevamente en el Zagłębie Sosnowiec hasta finalizar la temporada 2021/22.